# Metopa bruzelii
Metopa bruzelii is een vlokreeftensoort uit de familie van de Stenothoidae. De wetenschappelijke naam van de soort is voor het eerst geldig gepubliceerd in 1866 door Goes.